# Muchachos, la película de la gente
Muchachos, la película de la gente o Muchachos es una película documental argentina de 2023 dirigida y escrita por Jesús Braceras, basada en un cuento original de Hernán Casciari y narrada por Guillermo Francella. La película relata el desarrollo de la Copa Mundial de Fútbol de 2022, el triunfo de la selección argentina liderada por Lionel Messi, y los masivos festejos populares que generó la obtención de su tercer título mundial.
La película fue estrenada el 7 de diciembre de 2023 en Argentina, convirtiéndose en el documental más visto en salas de la historia argentina, superando a Boca Juniors 3D.

## Descripción
Desde Chañar Ladeado a Londres, de Tupungato a Pekín; desde las calles silenciosas de los pueblos de Argentina hasta los bulliciosos estadios de Catar, Muchachos, la película de la gente muestra historias de lágrimas, pasión y gloria de un país que soñaba con la tercera estrella. Entrelazando imágenes de cada partido con una catarata de videos de hinchas viviendo cada acción en primera persona.
Para lograr esa construcción, Eddie Fitte, el productor creativo de la película, destacó al momento de iniciar la campaña de convocatoria que como «el partido no solo se juega en la cancha, se juega en cada cábala, en cada ritual que se siguió a rajatabla» se iban a buscar aquellas grabaciones de reacciones populares.Junto a Fernando Mántaras, socio creativo de Fitte, se ocuparon de encontrar un ángulo novedoso desde el cual contar la historia. El desarrollo total del proyecto constó de sólo 5 meses. La producción creativa se ocupó de "darle una estructura al relato trabajando codo a codo con el guionista, buscar el material de la gente y seleccionar el de la FIFA".
Esta producción invita a los espectadores a sumergirse en el corazón de la hinchada argentina y volver a sufrir, reír, llorar y revivir los siete partidos de la Copa y sus festejos, por primera vez en la pantalla grande. Cuenta además con vídeos inéditos proporcionados por la FIFA, material audiovisual generado por seguidores de la selección argentina y celebridades de Internet que pudieron disfrutar del torneo desde los imponentes estadios cataríes.

## Recepción
Según el crítico especializado Diego Battle, el documental resulta «un rompecabezas, un patchwork, una mirada caleidoscópica y una construcción coral sobre una hazaña, una épica dentro y fuera de la cancha. La reconstrucción de la historia de un triunfo deportivo, pero sobre todo de un desahogo nacional en tiempos en que los éxitos y los motivos para la comunión social precisamente no abundan».
Según describe el periodista Matías Reynoso, la autodenominada «película de la gente es sin dudas un evento cinematográfico. Una fábula que nace desde la zurda mágica de Lionel Messi y concluye en la esperada consagración de un país tan futbolero cómo sufrido».